# Publix Super Markets
Publix Super Markets, Inc. eller Publix, er en medarbejderejet amerikansk dagligvarekoncern med hovedkvarter i Lakeland, Florida, Den blev etableret i 1930 af George W. Jenkins. Den ejes af nuværende og tidligere medarbejdere samt Jenkins-familien. Publix driver primært virksomhed i det sydøstlige USA, hvor virksomhedens Publix-supermarkedskæde findes på 1.200 lokationer: Florida (832), Georgia (194), Alabama (82), South Carolina (64), Tennessee (52), North Carolina (51) og Virginia (19).
Samlet er der 225.000 ansatte og 1.294 lokationer med detail, lagre og fødevareproduktion.